# Michael Savageau
Michael A. Savageau (né le 3 décembre 1940) est professeur émérite des départements de microbiologie et de génétique moléculaire et de génie biomédical de l'Université de Californie à Davis. Il est nommé membre de l'Institute of Electrical and Electronics Engineers (IEEE) en 2013 pour l'application des concepts d'ingénierie des systèmes à la biologie moléculaire.

## Jeunesse et éducation
Michael Antonio Savageau est né dans une famille de 7 enfants à Fargo, dans le Dakota du Nord, le 3 décembre 1940. Son père est coiffeur et sa mère institutrice. Il est un joueur passionné de hockey et de tennis jusqu'au secondaire, et il attribue au sport le mérite de lui avoir appris de précieuses compétences de vie et professionnelles. Il lutte contre une dyslexie non diagnostiquée tout au long de sa carrière universitaire, mais il développe des stratégies compensatoires. Par exemple, il est incapable de prendre des notes dans les cours magistraux, il développe donc de formidables capacités de concentration et de mémoire. Sa dyslexie suscite son intérêt pour les mathématiques et il excelle dans ces cours. Savageau est diplômé de la Fargo Central High School en 1958 et obtient ensuite obtenu son baccalauréat ès sciences en ingénierie de l'Université du Minnesota en 1962 et une maîtrise ès sciences de l'Université de l'Iowa en 1963. Il est accepté en doctorat en génie électrique à l'Université Stanford en 1963, et c'est là qu'il commence à développer son intérêt pour l'application des principes et des méthodologies d'ingénierie aux systèmes biologiques. Savageau est boursier postdoctoral à la fois à l'Université de Californie à Los Angeles (1967 - 1968, dans le laboratoire d'Isaac Harary) et l'Université Stanford (1968 - 1970, dans le laboratoire de JP Steward) avant de rejoindre la faculté de l'Université du Michigan en 1970. Il lance le programme de formation interdisciplinaire du Michigan en biotechnologie cellulaire et son programme interdisciplinaire de bioinformatique. Il préside également le Département de microbiologie et d'immunologie de 1979 à 1985 et de 1992 à 2002 et est nommé professeur émérite "Nicolas Rashevsky" en 2002. Après être parti à l'Université de Californie à Davis en 2003, il préside le Département de génie biomédical de 2005 à 2008.

## Vie privée
Savageau rencontre sa camarade Ann Birky, (actuellement Ann Savageau, artiste et professeur d'art et de design), à Stanford et ils se marient en 1967. Ils élèvent leur famille à Ann Arbor, Michigan, où ils occupent tous deux des postes de professeur à l'Université du Michigan. Ils ont trois enfants, Mark, Patrick et Elisa, qui sont morts avant eux. Ils aident à élever leurs petits-enfants à Davis, en Californie.